# بنجامين مانديل
بنجامين مانديل (بالإنجليزية: Benjamin Mandel)‏ هو مدرس أمريكي، ولد في 1887، وتوفي في 1973 في واشنطن العاصمة في الولايات المتحدة.